# Charles Dillon Perrine
Pour les articles homonymes, voir Dillon et Perrine.
Charles Dillon Perrine (28 juillet 1867 – 21 juin 1951) était un astronome américano-argentin.
Né dans l'État de l'Ohio, il travailla à l'observatoire Lick de 1893 à 1909 puis fut directeur de l'observatoire national argentin (maintenant l'Observatorio Astronómico de Córdoba) en Argentine de 1909 à 1936.
En 1901, lui-même et George Ritchey observèrent le mouvement supraluminique apparent dans la nébulosité entourant Nova Persei 1901.
Il découvrit deux lunes de Jupiter, appelées maintenant Himalia (en 1904) et Élara (en 1905). Elles furent simplement appelées "Jupiter VI" et "Jupiter VII" et ne reçurent leurs noms actuels qu'en 1975.
Il codécouvrit la comète périodique perdue 18D/Perrine-Mrkos et plusieurs autres comètes. Antonín Mrkos nomma l'astéroïde (6779) Perrine en son honneur.
Il promut l'étude de l'astrophysique en Argentine et plaida pour la construction d'un grand télescope (le télescope Bosque Alegre), qui ne fut cependant pas achevé avant 1942 (il avait pris sa retraite en 1936). Il demeura en Argentine après son départ à la retraite et y mourut, à Villa General Mitre (qui depuis lors a été rebaptisée de son nom d'origine Villa del Totoral). Il est enterré dans le cementerio disidente dans la ville de Córdoba.

### Notices nécrologiques
- MNRAS 112 (1952) 273
- Nature 168 (1951) 409
- Popular Astronomy 59 (1951) 388
- PASP 63 (1951) 259